# Distrito de Raimondi

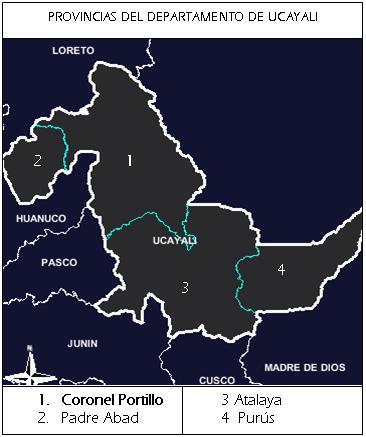
División política de Ucayali.

El distrito de Raimondi es uno de los 4 que conforman la provincia de Atalaya del departamento de Ucayali en el centro del Perú. Limita al norte con el distrito de Tahuanía, al sur con el distrito de Sepahua y el departamento de Junín, al este con la provincia de Purús y al oeste con el departamento de Pasco.
El nombre del distrito honra a Antonio Raimondi, investigador, naturalista, geógrafo y explorador italiano naturalizado peruano que dedicó su vida al estudio de la flora, fauna y geología del Perú.

## Historia
Fue creado el 2 de julio de 1943 mediante Ley 9815; su demarcación actual fue establecida por Ley 23416.

## Geografía
Ubicado a 240 m s. n. m.

## Eponimia
El nombre del distrito es un homenaje al naturalista italiano Antonio Raimondi.

## Geografía humana
En este distrito de la Amazonia peruana habita la etnia  Pano grupo Yaminahua.

## Festividades
- San Antonio de Padua